# Circondario del Seeland
Il circondario del Seeland (ufficialmente in tedesco Verwaltungskreis Seeland, circondario amministrativo del Seeland) è uno dei circondari in cui è suddiviso il Canton Berna, in Svizzera; si trova nella regione del Seeland.

## Storia
Il circondario amministrativo fu creato il 1º gennaio 2010, nell'ambito della riforma amministrativa del Canton Berna. È andato a sostituire i precedenti distretti di Erlach, di Aarberg e parte di quelli di Nidau e Büren.

## Suddivisione
Il circondario amministrativo è suddiviso in 42 comuni:
| Stemma              | Nome                |
| ------------------- | ------------------- |
| Aarberg             | Aarberg             |
| Arch                | Arch                |
| Bargen              | Bargen              |
| Brüttelen           | Brüttelen           |
| Büetigen            | Büetigen            |
| Bühl                | Bühl                |
| Büren an der Aare   | Büren an der Aare   |
| Diessbach bei Büren | Diessbach bei Büren |
| Dotzigen            | Dotzigen            |
| Epsach              | Epsach              |
| Erlach              | Erlach              |
| Finsterhennen       | Finsterhennen       |
| Gals                | Gals                |
| Gampelen            | Gampelen            |
| Grossaffoltern      | Grossaffoltern      |
| Hagneck             | Hagneck             |
| Hermrigen           | Hermrigen           |
| Ins                 | Ins                 |
| Jens                | Jens                |
| Kallnach            | Kallnach            |
| Kappelen            | Kappelen            |
| Leuzigen            | Leuzigen            |
| Lüscherz            | Lüscherz            |
| Lyss                | Lyss                |
| Meienried           | Meienried           |
| Merzligen           | Merzligen           |
| Müntschemier        | Müntschemier        |
| Oberwil bei Büren   | Oberwil bei Büren   |
| Radelfingen         | Radelfingen         |
| Rapperswil          | Rapperswil          |
| Rüti bei Büren      | Rüti bei Büren      |
| Schüpfen            | Schüpfen            |
| Seedorf             | Seedorf             |
| Siselen             | Siselen             |
| Studen              | Studen              |
| Täuffelen           | Täuffelen           |
| Treiten             | Treiten             |
| Tschugg             | Tschugg             |
| Vinelz              | Vinelz              |
| Walperswil          | Walperswil          |
| Wengi               | Wengi               |
| Worben              | Worben              |

### Fusioni
- 2011: Busswil bei Büren, Lyss → Lyss
- 2013: Kallnach, Niederried bei Kallnach → Kallnach
- 2013: Rapperswil, Ruppoldsried → Rapperswil
- 2016: Bangerten, Rapperswil → Rapperswil